# Gran Premio d'Ungheria 1997
Il Gran Premio d'Ungheria 1997 si è disputato il 10 agosto 1997 all'Hungaroring ed ha visto la vittoria di Jacques Villeneuve, seguito da Damon Hill e Johnny Herbert.

## Vigilia
Per la prima volta Adrian Newey si presenta ai box della McLaren, dopo aver abbandonato la Williams.

## Qualifiche

### Resoconto
In prova Michael Schumacher bissa la pole di un anno prima, davanti al rivale nella lotta al titolo iridato Villeneuve ed al sorprendente Hill, alla guida di una Arrows finalmente competitiva. Il Campione del mondo in carica precede Häkkinen, Irvine, Frentzen, Berger, Coulthard, Alesi e Herbert. I buoni risultati sono dovuti anche al nuovo telaio di cui dispone la monoposto italiana, più leggero del precedente, ma nel corso del warm up il tedesco danneggia irreparabilmente la vettura ed è costretto a partire con il muletto, che monta il vecchio telaio.

### Risultati
| Pos | Nº | Pilota                | Costruttore       | Pneumatici | Tempo    | Distacco |
| --- | -- | --------------------- | ----------------- | ---------- | -------- | -------- |
| 1   | 5  | Michael Schumacher    | Ferrari           | G          | 1'14"672 |          |
| 2   | 3  | Jacques Villeneuve    | Williams-Renault  | G          | 1'14"859 | +0"187   |
| 3   | 1  | Damon Hill            | Arrows-Yamaha     | B          | 1'15"044 | +0"372   |
| 4   | 9  | Mika Häkkinen         | McLaren-Mercedes  | G          | 1'15"140 | +0"468   |
| 5   | 6  | Eddie Irvine          | Ferrari           | G          | 1'15"424 | +0"752   |
| 6   | 4  | Heinz-Harald Frentzen | Williams-Renault  | G          | 1'15"520 | +0"848   |
| 7   | 8  | Gerhard Berger        | Benetton-Renault  | G          | 1'15"699 | +1"027   |
| 8   | 10 | David Coulthard       | McLaren-Mercedes  | G          | 1'15"705 | +1"033   |
| 9   | 7  | Jean Alesi            | Benetton-Renault  | G          | 1'15"905 | +1"233   |
| 10  | 16 | Johnny Herbert        | Sauber-Petronas   | G          | 1'16"138 | +1"466   |
| 11  | 22 | Rubens Barrichello    | Stewart-Ford      | B          | 1'16"138 | +1"466   |
| 12  | 14 | Jarno Trulli          | Prost-Mugen-Honda | B          | 1'16"297 | +1"625   |
| 13  | 12 | Giancarlo Fisichella  | Jordan-Peugeot    | G          | 1'16"300 | +1"628   |
| 14  | 11 | Ralf Schumacher       | Jordan-Peugeot    | G          | 1'16"686 | +2"014   |
| 15  | 17 | Gianni Morbidelli     | Sauber-Petronas   | G          | 1'16"766 | +2"094   |
| 16  | 15 | Shinji Nakano         | Prost-Mugen-Honda | B          | 1'16"784 | +2"112   |
| 17  | 23 | Jan Magnussen         | Stewart-Ford      | B          | 1'16"858 | +2"186   |
| 18  | 18 | Jos Verstappen        | Tyrrell-Ford      | G          | 1'17"095 | +2"423   |
| 19  | 2  | Pedro Diniz           | Arrows-Yamaha     | B          | 1'17"118 | +2"446   |
| 20  | 20 | Ukyo Katayama         | Minardi-Hart      | B          | 1'17"232 | +2"560   |
| 21  | 19 | Mika Salo             | Tyrrell-Ford      | G          | 1'17"482 | +2"810   |
| 22  | 21 | Tarso Marques         | Minardi-Hart      | B          | 1'18"020 | +3"348   |

## Gara

### Resoconto

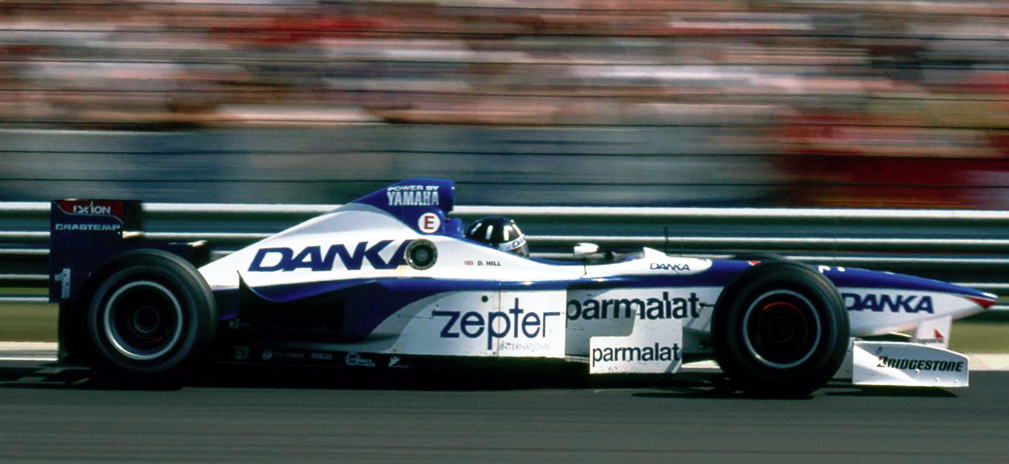
Damon Hill condusse buona parte della gara al volante della sua Arrows.

Alla partenza Michael Schumacher mantiene la testa della corsa, mentre Villeneuve scatta male e viene sopravanzato da Hill, Irvine e Häkkinen. Nelle retrovie, Magnussen tampona il rientrante Morbidelli, mentre Diniz centra Marques; solo il danese della Stewart non ripartirà. In testa alla corsa, Schumacher conduce davanti a Hill, Irvine, Häkkinen, Villeneuve, Frentzen, Coulthard e Herbert. Al 7º giro Irvine è già in crisi di gomme e viene passato prima da Häkkinen e poi da Villeneuve; l'irlandese rientra subito dopo ai box per un cambio gomme. Anche Michael Schumacher è in difficoltà: Hill ne approfitta per avvicinarsi e superarlo, nel corso dell'undicesimo passaggio. Il Campione del Mondo in carica conquista immediatamente un buon vantaggio sugli inseguitori, rallentati dal pilota tedesco. Al 14º giro Villeneuve passa Schumacher, portandosi in seconda posizione; poco dopo il ferrarista rientra ai box per un pit stop anticipato. Nel frattempo, Häkkinen si ritira per problemi elettrici.
Al 23º giro Ralf Schumacher sopravanza Alesi; poco più tardi, il pilota francese, in difficoltà con le gomme, compie un fuoripista e viene superato anche da Nakano e Michael Schumacher. Cominciano le fermate ai box; riforniscono tutti i piloti tranne Frentzen, che ha scelto gomme più dure e sta girando velocissimo. Tuttavia, al 29º giro una fiammata invade il retrotreno della sua Williams: inspiegabilmente la valvola di sicurezza del bocchettone del serbatoio si è staccata e la benzina vaporizzata è finita sugli scarichi, incendiandosi e costringendo il pilota tedesco al ritiro. Hill è così di nuovo primo davanti a Villeneuve, Coulthard, Michael Schumacher, Herbert, Irvine, Fisichella, Nakano e Trulli. La crisi della Benetton è confermata dalla prestazione deludente di Berger, che al 38º giro ha la meglio su Verstappen in una lotta per il quattordicesimo posto. Più avanti, Fisichella sopravanza Irvine, insidiando poi da vicino Michael Schumacher; al 43º passaggio il pilota della Jordan attacca il rivale in fondo al rettilineo, ma il ferrarista chiude la traiettoria; Fisichella finisce sullo sporco ed esce di pista, dovendosi poi ritirare.
Dopo la seconda serie di rifornimenti Hill conduce senza problemi con un vantaggio di circa trentacinque secondi su Villeneuve; seguono Coulthard, Herbert ed un quartetto formato da Michael e Ralf Schumacher, Irvine e Nakano. Al 65º giro anche Coulthard si ritira per noie all'alternatore. La svolta della gara arriva nei giri finali, quando il britannico inizia a perdere diversi secondi a passaggio dal rivale canadese, il quale recupera rapidamente e lo supera all'inizio dell'ultimo giro, andando a vincere. Il 2º posto di Hill fu comunque un grande risultato per la Arrows, che conquistò 6 dei soli 9 punti totali a fine stagione. Fu inoltre l’ultimo podio della storia della scuderia britannica e il secondo e ultimo podio per il motore giapponese per la yamaha. Non ce la fa a finire la gara Irvine, tamponato nel corso dell'ultima tornata da Nakano. Villeneuve coglie la sua quinta vittoria stagionale davanti a Hill, Herbert, Michael Schumacher, Ralf Schumacher e Nakano.

### Risultati
| Pos      | Nº | Pilota                | Costruttore/Motore | Pneumatici | Giri | Tempo/Ritiro                | Griglia | Punti |
| -------- | -- | --------------------- | ------------------ | ---------- | ---- | --------------------------- | ------- | ----- |
| 1        | 3  | Jacques Villeneuve    | Williams-Renault   | G          | 77   | 1h 45'47"149                | 2       | 10    |
| 2        | 1  | Damon Hill            | Arrows-Yamaha      | B          | 77   | +9"079                      | 3       | 6     |
| 3        | 16 | Johnny Herbert        | Sauber-Petronas    | G          | 77   | +20"445                     | 10      | 4     |
| 4        | 5  | Michael Schumacher    | Ferrari            | G          | 77   | +30"501                     | 1       | 3     |
| 5        | 11 | Ralf Schumacher       | Jordan-Peugeot     | G          | 77   | +30"715                     | 14      | 2     |
| 6        | 15 | Shinji Nakano         | Prost-Mugen-Honda  | B          | 77   | +41"512                     | 16      | 1     |
| 7        | 14 | Jarno Trulli          | Prost-Mugen-Honda  | B          | 77   | +1'15"552                   | 12      |       |
| 8        | 8  | Gerhard Berger        | Benetton-Renault   | G          | 77   | +1'16"409                   | 7       |       |
| 9        | 6  | Eddie Irvine          | Ferrari            | G          | 76   | Testacoda                   | 5       |       |
| 10       | 20 | Ukyo Katayama         | Minardi-Hart       | B          | 76   | +1 giro                     | 20      |       |
| 11       | 7  | Jean Alesi            | Benetton-Renault   | G          | 76   | +1 giro                     | 9       |       |
| 12       | 21 | Tarso Marques         | Minardi-Hart       | B          | 75   | +2 giri                     | 22      |       |
| 13       | 19 | Mika Salo             | Tyrrell-Ford       | G          | 75   | +2 giri                     | 21      |       |
| Ritirato | 10 | David Coulthard       | McLaren-Mercedes   | G          | 65   | Problema elettrico          | 8       |       |
| Ritirato | 18 | Jos Verstappen        | Tyrrell-Ford       | G          | 61   | Cambio                      | 18      |       |
| Ritirato | 2  | Pedro Diniz           | Arrows-Yamaha      | B          | 53   | Problema elettrico          | 19      |       |
| Ritirato | 12 | Giancarlo Fisichella  | Jordan-Peugeot     | G          | 42   | Testacoda                   | 13      |       |
| Ritirato | 4  | Heinz-Harald Frentzen | Williams-Renault   | G          | 29   | Perdita di benzina          | 6       |       |
| Ritirato | 22 | Rubens Barrichello    | Stewart-Ford       | B          | 29   | Motore                      | 11      |       |
| Ritirato | 9  | Mika Häkkinen         | McLaren-Mercedes   | G          | 12   | Problema idraulico          | 4       |       |
| Ritirato | 17 | Gianni Morbidelli     | Sauber-Petronas    | G          | 7    | Motore                      | 15      |       |
| Ritirato | 23 | Jan Magnussen         | Stewart-Ford       | B          | 5    | Collisione con G.Morbidelli | 17      |       |

## Classifiche

### Piloti
| Pos. | Pilota                | Punti |
| ---- | --------------------- | ----- |
| 1    | Michael Schumacher    | 56    |
| 2    | Jacques Villeneuve    | 53    |
| 3    | Jean Alesi            | 22    |
| 4    | Gerhard Berger        | 20    |
| 5    | Heinz-Harald Frentzen | 19    |
| 6    | Eddie Irvine          | 18    |
| 7    | Olivier Panis         | 15    |
| 8    | David Coulthard       | 14    |
| 8    | Mika Häkkinen         | 14    |
| 10   | Johnny Herbert        | 11    |
| 10   | Ralf Schumacher       | 11    |
| 12   | Giancarlo Fisichella  | 8     |
| 13   | Damon Hill            | 7     |
| 14   | Rubens Barrichello    | 6     |
| 15   | Alexander Wurz        | 4     |
| 16   | Jarno Trulli          | 3     |
| 17   | Mika Salo             | 2     |
| 17   | Shinji Nakano         | 2     |
| 19   | Nicola Larini         | 1     |

### Costruttori
| Pos. | Team              | Punti |
| ---- | ----------------- | ----- |
| 1    | Ferrari           | 74    |
| 2    | Williams-Renault  | 72    |
| 3    | Benetton-Renault  | 46    |
| 4    | McLaren-Mercedes  | 28    |
| 5    | Prost-Mugen-Honda | 20    |
| 6    | Jordan-Peugeot    | 19    |
| 7    | Sauber-Petronas   | 12    |
| 8    | Arrows-Yamaha     | 7     |
| 9    | Stewart-Ford      | 6     |
| 10   | Tyrrell-Ford      | 2     |

## Fonti
Salvo indicazioni diverse le classifiche sono tratte da  Sito di The Official Formula 1, su formula1.com. URL consultato il 7 aprile 2008 (archiviato dall'url originale il 24 febbraio 2012).
o da  GPupdate.net , su f1.gpupdate.net. URL consultato il 7 aprile 2009.